# تست‌دیسک
تست‌دیسک (به انگلیسی: TestDisk) نرم‌افزاری آزاد و متن‌باز برای بازگردانی اطلاعات پاک شده‌است. این برنامه عمدتاً برای بازگردانی پارتیشن‌های مفقود شده یا برای قابل بوت کردن دیسک‌هایی که غیرقابل شده‌اند، طراحی شده‌است. این اشکالات می‌توانند به دلایل مختلفی از جمله خطاهای نرم‌افزاری، ویروس‌ها یا خطاهای انسانی (همانند پاک کردن جدول پارتیشن به صورت تصادفی) به وجود آیند. با استفاده از تست‌دیسک، می‌توان اطلاعات دقیق و مشروحی را در مورد دیسک‌های خراب بدست آورد و سپس آن اطلاعات را برای یک متخصص به منظور تحلیل و بررسی بیشتر ارسال کرد. تست‌دیسک بر روی سیستم‌عامل‌های مختلفی از جمله مایکروسافت داس، مایکروسافت ویندوز، مک اواس ده، لینوکس، فری‌بی‌اس‌دی، اوپن‌بی‌اس‌دی، نت‌بی‌اس‌دی و … اجرا می‌شود. تست دیسک همچنین از بسیاری از طرح‌بندی‌های رایج جدول پارتیشن پشتیبانی می‌کند. از جمله طرح‌بندی‌های ام‌بی‌آر، جی‌پی‌تی و تعدادی دیگر. تست‌دیسک می‌تواند پارتیشن‌های حذف شده را بازیابی کند، جدول پارتیشن را بازسازی کند و ام‌بی‌آی هارد دیسک را بازنویسی کند. وقتی که فایلی از روی دیسک حذف می‌شود، فهرست کلاسترهایی که فایل اشغال کرده بود هم پاک شده فایل‌های دیگر می‌توانند از این سکتورها برای ذخیره کردن اطلاعات خود استفاده کنند. اگر فایل تکه‌تکه نشده باشد و کلاسترها توسط فایل‌های دیگر استفاده نشده باشند، تست‌دیسک قادر است فایل مورد نظر را بازیابی کند. این برنامه از فایل‌سیستم‌های متعددی پشتیبانی می‌کند و تقریباً می‌توان گفت تست‌دیسک از همه فایل‌سیستم‌های رایج در سیستم‌عامل‌های مختلف پشتیبانی می‌کند. در ژوئیه سال ۲۰۰۸، تست‌دیسک و فوتورک (هر دو توسط یک برنامه‌نویس) بیش از ۱۵۰٫۰۰۰ بار از وب‌سایت اصلی دانلود شدند. این برنامه‌ها به قدری محبوب هستند که برخی از دیسک‌ها زنده لینوکس از جمله ناپیکس، جی‌پارتد پارتد مجیک و … به صورت پیشفرض به همراه تست‌دیسک عرضه می‌شوند.